# یعقوب شاهین
یعقوب شاهین خوانندهٔ آشوری‌تبار فلسطینی و برنده فصل چهارم مسابقه عرب آیدل می‌باشد. او در رقابتی جذاب با امیر دندن هموطنش از فلسطین و عمار محمد از یمن رتبه اول را از آن خود کرد.پس از اول شدن او در این مسابقه مردم فلسطین خاصه زادگاه او به خیابان‌ها ریختند و شادی کردند. پیش از او محمد عساف نیز از فلسطین رتبهٔ اول را در فصل دوم این مسابقه کسب کرده بود.

## زندگی‌نامه
یعقوب شاهین در ۲۷ فوریه ۱۹۹۴ شهر بیت‌لحم در حکومت خودگردان فلسطین به دنیا آمد، پدرش یوسف شاهین است. او در انستیتوی ملی «ادوارد سعید» موسیقی خواند و نواختن «عود» و «کلارینیت» و موارد دیگری را یادگرفت. وی در دانشگاه «بولیتکنک» فلسطین درس دکور داخلی خواند.
در سال ۲۰۰۵ لقب ستاره فلسطین گرفت و در سال ۲۰۱۲ در برنامه نابغه‌های فلسطینی مقام اول را کسب کرد و لقب فلسطینی «نیو استار» گرفت.

## شرکتش در برنامه «آراب آیدل»
یعقوب شاهین درفصل چهارم برنامه «آراب آیدول» شرکت کرد و بعد از عبور از مراحل مقدماتی و دوره‌های حذفی به مرحله پایانی راه یافت. یعقوب شاهین در هر مرحله وجود خودش را اثبات کرد و در نهایت لقب محبوب عرب گرفت.